# Not Easy
Not Easy è un singolo del produttore britannico Alex da Kid, realizzato insieme al gruppo statunitense X Ambassadors, alla cantante statunitense Elle King e al rapper statunitense Wiz Khalifa. Il brano è stato pubblicato nel 2016.

## Tracce
- Download digitale[1]

1. Not Easy (feat. X Ambassadors, Elle King & Wiz Khalifa) – 4:05